# موریسو ۶۹۳۵
سیارک ۶۹۳۵ (به انگلیسی: 6935 Morisot، نامگذاری:4524P-L) شش هزار و نهصد و سی و پنجمین سیارک کشف شده‌است که در ۲۴ سپتامبر ۱۹۶۰ کشف شد.
قدر مطلق سیارک برابر ۱۴٫۲۰ است.